# Cristóbal de Mondragón
Cristóbal de Mondragón (Medina del Campo, 1514 – Anversa, 4 gennaio 1596) è stato un generale spagnolo.
Noto come una delle figure militari più importanti del XVI secolo, fu colonnello di uno dei tercios delle Fiandre al comando di duca d'Alba, poi di Luis de Requesens, poi del duca Alessandro Farnese ed infine del conte Peter Ernst I von Mansfeld-Vorderort. Combatté durante la guerra degli ottant'anni contro le armate di Guglielmo d'Orange prima e poi contro quelle di Maurizio d'Orange.
Il suo talento come stratega portò gli spagnoli ad importanti vittorie nelle Fiandre e nei Paesi Bassi in un periodo di profondo declino del dominio spagnolo nell'area.
Mondragón sviluppò diverse tecniche militari come il guado dei fiumi e lo spionaggio.

## Biografia
Nato a Medina del Campo, il padre di Cristobal era originario della città di Mondragón nrlla provincia basca di Gipuzkoa, da cui l'origine del cognome. Sua madre apparteneva alla famiglia Mercado, uno dei lignaggi più importanti e ricchi di Medina del Campo.
Iniziò la sua carriera nell'esercito spagnolo nel 1532 durante il regno di Carlo V, servendo come soldato dapprima in Italia e poi in Tunisia (contro i pirati barbareschi), in Provenza, in Germania ed infine nelle Fiandre dove giunse nel 1544 e dove rimase (ad eccezione di due brevi viaggi nel 1570/71 e nel 1579) per il resto della sua vita, imparando la lingua locale e sposandosi con una donna fiamminga.
Cristóbal de Mondragón combatté nella battaglia di Mühlberg contro i protestanti della lega di Smalcalda nell'eroico combattimento presso l'Elba che il poeta Lope de Vega lodò nei suoi versi. Le truppe della lega erano accampate lungo le rive del fiume, nei pressi di un villaggio oggi parte della Germania. I sassoni avevano distrutto tutti i ponti dell'area sull'Elba. Mondragon si distinse divenendo parte del gruppo di coraggiosi che, la notte del 24 aprile 1547, guidò l'attraversamento del fiume "con la spada tra i denti e con l'acqua a mezzo busto". Grazie a quest'azione coraggiosa venne costruito un ponte provvisorio che consentì al grosso dell'esercito guidato da Carlo V in persona e dal duca d'Alba come secondo, di cogliere di sorpresa le truppe nemiche.
Nell'aprile del 1559, con la Pace di Cateau-Cambrésis, venne nominato governatore della città di Damvillers, nel ducato di Lussemburgo e colonnello dei tercios valloni. Come colonnello, prestò servizio sotto il generale Sancho Dávila y Daza che dovette affrontare le prime rivolte nelle Fiandre protestanti guidate dal principe Guglielmo I d'Orange. Nel 1569 difese le città di Liegi e Deventer contro i ribelli olandesi. Nel 1571 venne nominato governatore di Utrecht.
Nel 1572 pose assedio alla città di Goes, e come ricompensa venne nominato stadtholder di Zelanda dal duca d'Alba. Il 18 febbraio 1574, dopo un lungo assedio, dovette consegnare la città di Middelburg alle forze di Guglielmo I d'Orange, ma le sue truppe si ritirarono coi pieni onori militari. Due anni dopo prese Zierikzee ma non fu in grado di fermare le sue truppe (senza paga da tempo) dall'ammutinarsi. Sotto Alessandro Farnese prese parte nel 1578 alla battaglia di Gembloux e nel 1579 all'assedio di Maastricht.
Nel 1587 venne nominato governatore della cittadella di Anversa, ma questo non gli impedì di rimanere a combattere sul campo coi suoi uomini. La sua ultima campagna militare la compì nel 1595, quando aveva 81 anni. Liberò la città di Groenlo dall'assedio impostole da Maurizio d'Orange. Tent un confronto diretto con Maurizio d'Orange, ma quest'ultimo si ritirò lasciando Mondragon a spazzar via la cavalleria di Filippo di Nassau ed a catturare lo stesso Filippo che morì per le ferite riportate in quello stesso giorno.
Finì i suoi giorni ad Anversa, dove morì di vecchiaia il 4 gennaio 1596. Sul letto di morte, scrisse una lettera a Filippo II chiedendo la castellania di Anversa per suo figlio Alonso ed una compagnia di lanceri per suo nipote Cristóbal, ma entrambe le richieste gli vennero negate.